# LWD Junak
A Junak Lengyelországban tervezett és gyártott motoros kiképző és gyakorló repülőgép. 1954–1961 között a Lengyel Légierő alkalmazta, ezt követően 1972-ig a sportrepülő klubok használták. A prototípusokat és az összes változatát beleszámítva 252 db Junak készült.

## Története

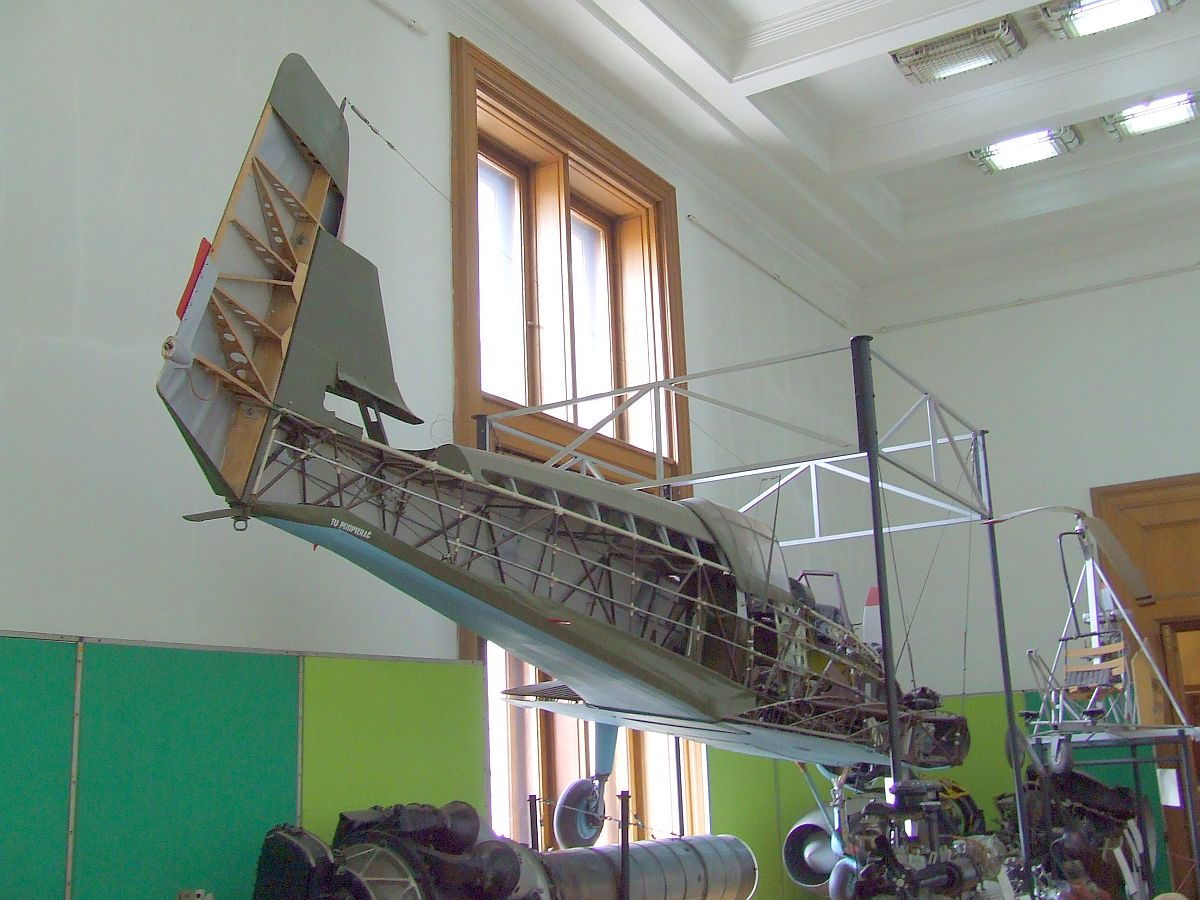
A Junak 3 szerkezete, jól látható a rácsszerkezetű törzs (a varsói Műszaki Múzeumban kiállított példány)

A második világháború után az újjászerveződő lengyel légierőben a szovjet Jakovlev UT–2-es repülőgépet használták a motoros kiképzéshez. Az UT–2 rossz repülő tulajdonságai és nehéz kezelhetősége miatt a lengyel hadvezetés egy új gyakorló és kiképző repülőgépet igényelt. Az új gép tervezése 1947-ben kezdődött el a Łódźban a háború után elsőként létrehozott Repülő-kísérleti Üzemek (LWD – Lotnicze Warsztaty Doświadczelne) tervezőirodájában Tadeusz Sołtyk vezetésével. A tervezésnél felhasználták az LWD Żak oktató repülőgép fejlesztése során szerzett tapasztalatokat. Az LWD Junak, majd Junak 1 típusnevet kapott prototípus 1948. február 22-én emelkedett a levegőbe Antoni Szymański berepülőpilótával. A gép sárkányszerkezete önálló lengyel fejlesztés, a prototípusba a Lengyelországban licenc alapján gyártott szovjet tervezésű, öthengeres, 93 kW (125 LE) teljesítményű Svecov M–11D csillagmotort építették. A berepülés során a csűrőn flatter-jelenség lépett fel, emiatt a gép leszálláskor átesett és megsérült. A későbbiekben azonban a géppel nem fordult elő további flatter-jelenség.
A repülési próbák során szerzett tapasztalatok alapján készült el a Junak 2 típusjelű javított prototípus, amely 1949. július 12-én repült először. A Junak 1-hez képest a legfőbb módosítások: a pilótafülke előrébb helyezése, a nagyobb felületű függőleges vezérsík, valamint a nagyobb, 160 LE teljesítményű Svecov M–11FR motor alkalmazása voltak, és javítottak a repülőgép irányíthatóságán is. A második prototípuson elhagyták a Junak 1-en alkalmazott nagyméretű áramvonalas főfutó-borítást. Időközben feloszlatták az LWD tervezőirodáját, így a Junak 2 fejlesztése a varsói Központi Repülőgép Tanulmányok Intézetében (CSS – Centralny Studium Samolotów) folyt tovább. Varsóban még néhány kisebb módosítást végeztek el a második prototípuson, amely a Junak 2bis típusjelzést kapta. 1951-ben Junak 2 névvel elindult a sorozatgyártása a varsói WSK–4 (később WSK–Okęcie) gyárban, amely 1954-ig folyt. A sorozatgyártás három éve alatt 105 db gép készült (az első 3 db sorozatgyártású példányt azonban nem Varsóban, hanem Mielecben, a WSK–Mielec gyárban építették meg).

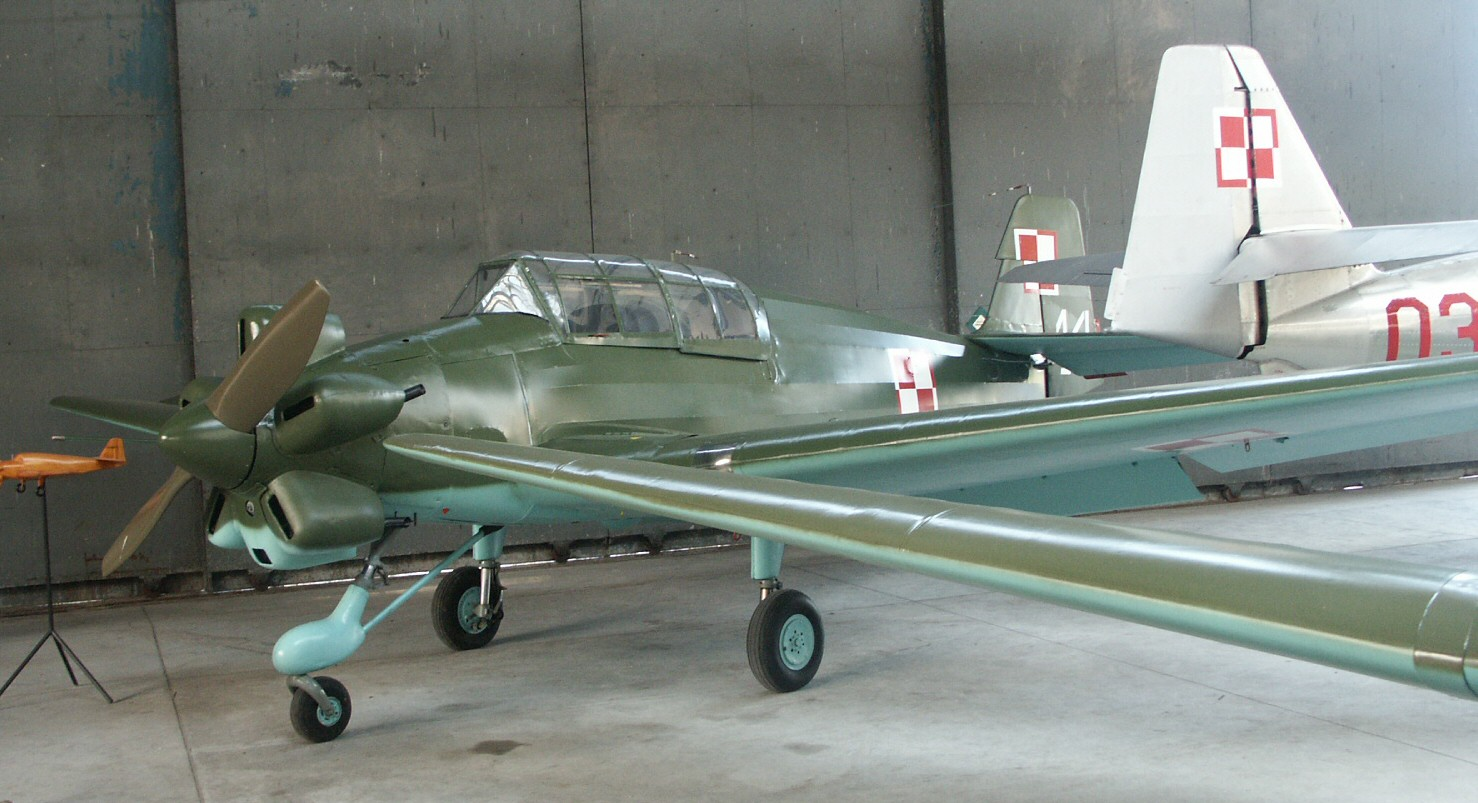
TS–9 Junak 3

Az időközben a varsói Központi Repülőgép Tanulmányok Intézetéhez (CSS – Centralne Studium Samolotów) átkerült Tadeusz Sołtyk egy tervet dolgozott ki a Junak jelentős átalakítására és továbbfejlesztésére. A TS–7 Chwat névre keresztelt terv többek között a hagyományos (farokfutós) hárompontos futómű-elrendezés helyett tricikli elrendezésű futóműveket és jobb kilátást biztosító buborék kialakítású kabintetőt javasolt. A lengyel katonai vezetés azonban nem támogatta az elképzelést, így a gép a tervezésig sem jutott el. Az időközben a lengyel légierőnél szolgálatba állt első generációs sugárhajtású vadászrepülőgépek (Jak–23 és Lim–1) miatt azonban igényként merült fel egy olyan motoros gyakorló repülőgép megépítése, amely orrfutós, tricikli elrendezésű futóművel rendelkezik, így a fel- és leszállási tulajdonságai jobban hasonlítanak a rendszeresített sugárhajtású repülőgépekéhez. Sołtyk így a jelentős átalakítás helyett a Junak 2-t csak kis mértékben módosította, az új gép merev, tricikli elrendezésű futóművet kapott. A módosított változat a TS–9 Junak 3 típusnevet kapta (a típusjelzésben szereplő TS a tervező, Tadeusz Sołtyk nevének kezdőbetűiből ered). A Junak 3 berepülésére 1953. augusztus 7-én került sor Wiktor Pełka berepülő pilótával. Az új futómű miatt megnőtt a gép tömege, emiatt kismértékben romlottak a repülési paraméterei. Csökkent az emelkedőképesség, és a maximális sebessége is 223 km/h-ról 205 km/h-ra csökkent. Sorozatgyártása 1953–1956 között folyt a WSK–Okęcie vállalatnál, ez idő alatt 146 db Junak 3 készült.
A Junak 1-gyel párhuzamosan folyt egy műrepülés oktatására alkalmas polgári változat, az LWD Zuch tervezése. Az első, LWD Zuch 1 prototípus 119 kW-os (160 Le) csehszlovák Walter Minor 6–III soros motort kapott. A prototípus módosított, LWD Zuch 2 típusjelű változatába 86,5 kW (116 LE) teljesítményű német Bramo Sh 14 csillagmotort építettek. Az elégtelen motorteljesítmény miatt a fejlesztést nem folytatták, a Zuch 2-ből azonban egy kicsi, 5 db-os sorozatot gyártottak.
A Junak volt a II. világháború után újjáéledt lengyel repülőgépipar első, nagyobb sorozatban gyártott gépe. A gép tervezése és gyártása a háborút követő időszak rossz infrastrukturális viszonyai között folyt, így sem a repülőgép nem számított modern konstrukciónak, sem a gyártási minőség nem volt jó, azonban a háború utáni repülőgép-hiányt pótolta. Tervezésénél a teljesítmény helyett a könnyű kezelhetőséget és a jó repülő tulajdonságokat tartották szem előtt. Negatív tulajdonságai közé tartozott a pilótafülke rossz kialakítása, amely kényelmetlen volt és rossz volt belőle a kilátás. A repülőgépipar fejlődésével a később megjelent modernebb oktató és gyakorló repülőgépek gyorsan kiszorították a szolgálatból, így kevesebb mint egy évtizedet töltött a típus a lengyel légierő állományában.
A gépekre az eredeti tervezőiroda nevéből adódóan az LWD Junak, vagy a sorozatgyártást végző gyár nevéből eredő WSK Junak típusjelzést használják. A Junak 3 TS–9 típusjelzésének használata ritka.

## Alkalmazása
A Junak 2-t 1952-ben állította szolgálatba a lengyel légierő a Dęblinben és Radomban működő kiképző központokban, ahol a pilóták alapfokú motoros kiképzésére használták. Amikor 1954–55 folyamán megjelent a Junak 3, a Junak 2-t fokozatosan kivonták és nagy részüket átadták a sportrepülő kluboknak. A Junak 3-t 1954-től használta a légierő, de már 1956-tól elkezdődött a fokozatos kivonásuk, amely 1961-re fejeződött be. A Junakot a TS–8 Bies váltotta fel. A kivont Junak 3 gépeket is a repülőklubok kapták meg. A sportrepülésben összesen 71 db Junak 2 és 93 db Junak 3 gépet használtak. Az átadott repülőgépeket oktatásra, gyakorlásra, és főként a Junak 2-t vitorlázórepülőgép-vontatásra alkalmazták az 1960-as évek végéig. Az utolsó, SP-BBT lajstromjelű Junak 2-t és az SP-BOG lajstromjelű Junak 3-t 1972-ben selejtezték.
Öt múzeumi példánya maradt fenn. Krakkóban, a Lengyel Repülési Múzeumban található az első prototípus, valamint egy-egy példány a Junak 2-ből és 3-ból. A légierő dęblini kiképző központjában egy Junak 3 van kiállítva, és egy ugyanilyen változattal rendelkezik a varsói Műszaki Múzeum is.

## Szerkezeti kialakítása és műszaki jellemzői
Egymotoros, szabadon hordó alsószárnyas kialakítású repülőgép. Vegyes építésű sárkányszerkezete van. A törzs váza acélból készült rácsszerkezet, hátul vászon-, elöl fémlemez borítással. A trapéz alakú szárny fából készült konstrukció. Elülső része fa réteges lemez, hátsó része vászon borítással. A kormányfelületek ugyancsak vászon borítást kaptak. A pilótafülke kétszemélyes. Az első ülésben az oktató, a hátsó ülésben a növendék foglalt helyet. A Junak 2 futóműve hagyományos hárompontos, a Junak 3-é tricikli elrendezésű. A törzs orr részébe beépített öt hengeres Svecov M–11FR csillagmotor maximális teljesítménye 119 kW (160 Le), névleges teljesítménye 104 kW (140 Le). A motor hengerei egyedi, önálló burkolatot kaptak, de ezeket a gépek üzemeltetése során gyakran leszerelték. A motor fix állásszögű, kéttollú, fából készült légcsavart hajtott meg. A légcsavar-agy kúpos áramvonalazó burkolatot kapott. A Junak 2 80 literes, és a Junak 3 100 literes üzemanyag-tartályai a szárnyban kaptak helyet. A Junak 3 egyes példányainak a törzsében is volt üzemanyag-tartály beépítve, és minden Junak 3 rádióval is fel volt szerelve.

## Műszaki adatok

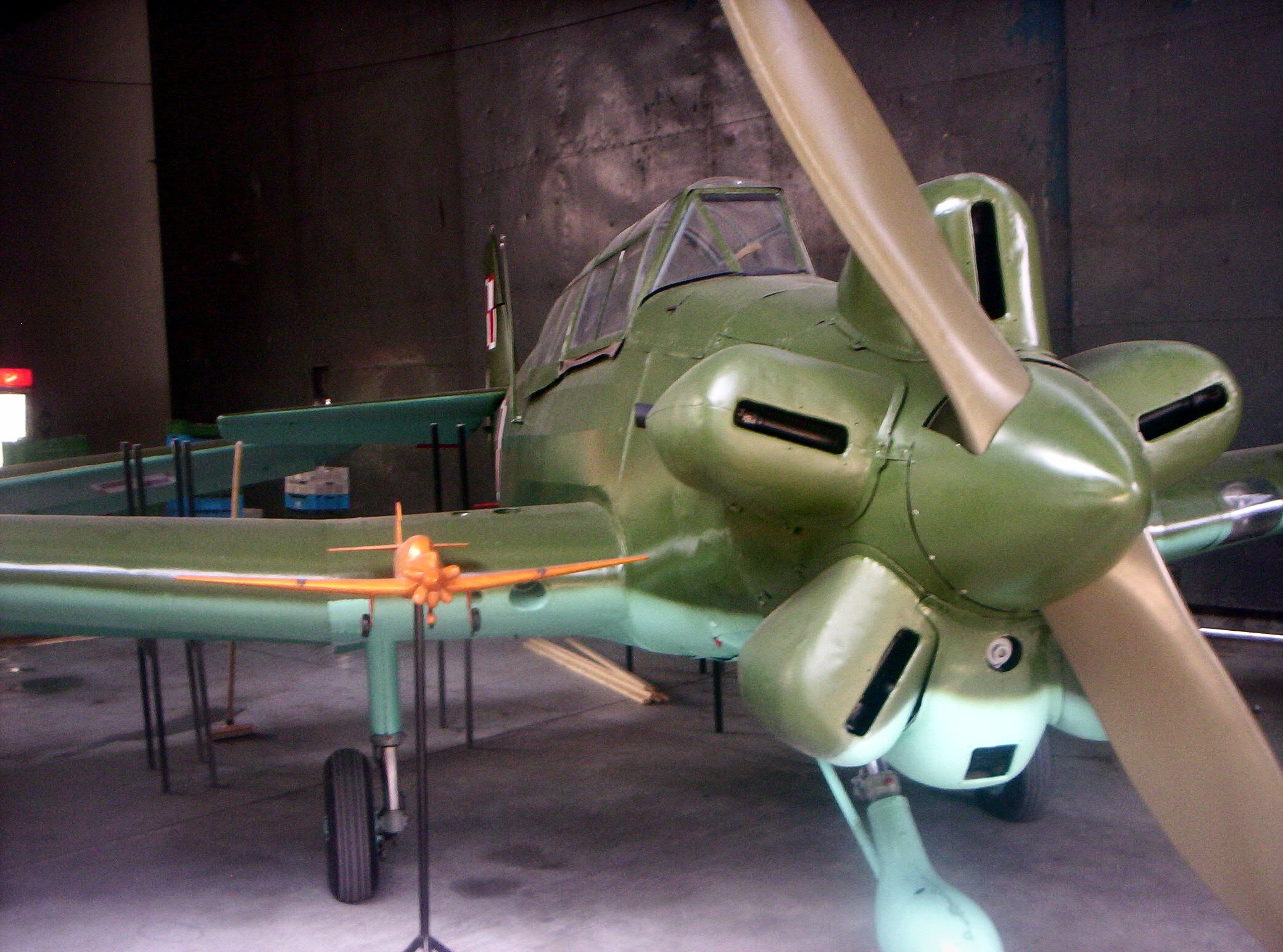
A krakkói repülőmúzeum Junak 3 típusú gépe. Jól látható a motor hengereinek különálló burkolata.

|                                 | LWD Junak 2   | TS–9 Junak 3  |
| ------------------------------- | ------------- | ------------- |
| Üres tömeg (kg)                 | 746           | 818           |
| Felszálló tömeg (kg)            | 1080          | 1180          |
| Üzemanyag (l)                   | 80            | 100           |
| Fesztáv (m)                     | 9,92          | 9,92          |
| Hossz (m)                       | 7,75          | 7,75          |
| Magasság (m)                    | 2,2           | 2,5           |
| Szárnyfelület (m²)              | 17,50         | 17,50         |
| Motor                           | Svecov M–11FR | Svecov M–11FR |
| Maximális teljesítmény ( kW/Le) | 118/160       | 118/160       |
| Névleges teljesítmény ( kW/Le)  | 104/140       | 104/140       |
| Legnagyobb sebesség (km/h)      | 223           | 205           |
| Szolgálati csúcsmagasság (m)    | 4300          | 4100          |
| Emelkedőképesség (m/s)          | 3,1           | 3             |
| Felszállási úthossz (m)         | 260           | 155           |
| Kigurulási úthossz (m)          | 120           | 140           |
| Hatótávolság (km)               | 880           | 450           |